# Arnovis Dalmero
Arnovis de Jesús Dalmero Arvilla, född 23 september 2000 i Ciénaga, är en colombiansk friidrottare som främst tävlar i längdhopp men som även tävlat i tresteg och stafettlöpning. Han är colombiansk rekordhållare i längdhopp (8,20 m) och har tagit guld i grenen vid panamerikanska spelen 2023 och sydamerikanska mästerskapen 2021.

## Karriär
Vid sydamerikanska mästerskapen 2023 i São Paulo tog Dalmero guld i längdhopp och noterade ett nationsrekord på 8,29 meter. Medaljen och rekordet ogiltigförklarades senare efter att han använt sig av felaktiga skor. Vid olympiska sommarspelen 2024 i Paris slutade Dalmero på 11:e plats i längdhoppstävlingen.
Vid sydamerikanska inomhusmästerskapen 2025 i Cochabamba tog Dalmero guld i längdhopp.